# سرنخواب السفلى (درونة)
سرنخواب السفلى (بالفارسية: سرنخواب سفلی) هي قرية تقع في إيران في قسم درونة الريفي. يقدر عدد سكانها بـ 54 نسمة بحسب إحصاء 2016.